# جون دبليو. ألدريدغ
جون دبليو. ألدريدغ (بالإنجليزية: John W. Aldridge)‏ هو صحفي وكاتب أمريكي، ولد في 22 سبتمبر 1922 في سيوكس سيتي في الولايات المتحدة، وتوفي في 7 فبراير 2007 في ماديسون في الولايات المتحدة.